# IAM 20
IAM 20 est un DVD du groupe IAM, sorti le 30 mai 2008 et le 16 juin 2008 en Blu-Ray.
IAM fête ici ses 20 ans de carrière au cours d'un concert aux pieds des pyramides à Gizeh, le 14 mars 2008.
Le DVD comprend la vidéo du concert nommé Retour Aux Pyramides, un documentaire de 60 minutes sur le groupe intitulé « Encore Un Printemps » et un cd bonus comportant les musiques du Live.
Parallèlement à cela, le groupe a aussi sorti un album live à part, nommé Retour aux pyramides disponible seulement sur les sites de téléchargement légaux qui reprend les musiques du Live.

## LiveRetour Aux Pyramides
1. Intro « Pharaon Reviens »
2. WW
3. Une Autre Brique
4. Petit Frère
5. Rien De Personnel
6. Où Va La Vie (feat Lotfi Bouchnak)
7. La Fin De Leur Monde
8. Rap De Droite
9. L'école du Micro D'argent
10. Coupe Le Cake
11. Bladi (feat Khaled)
12. Au Quartier
13. Lotfi Bouchnak « Mounajet »
14. Ça Vient De La Rue
15. Je Danse Le Mia
16. Offishall
17. Intro Peplum
18. L'Empire Du Côté Obscur
19. Nés Sous La Même Étoile
20. Demain C'est Loin
21. Sur Les Remparts
22. Outro « Pharaon Reviens »

## Encore Un Printemps
Encore Un Printemps est un documentaire de 60 minutes retraçant la carrière du groupe IAM par Audrey Estrougo qui a réalisé le film Regarde-moi.
Le documentaire se déroule en Égypte, c’est la première fois que les membres d’IAM se rendent dans le pays qui est à l’origine de leur univers. Un parcours initiatique descendant le Nil de Aswan à Louxor.

## CD Bonus Live
[réf. souhaitée]
1. Pharaon Reviens
2. Intro
3. WW
4. Une Autre Brique
5. Petit Frère
6. Ou Va La Vie (Lofti Bouchnak)
7. La Fin De Leur Monde
8. Rap De Droite
9. L’École Du Micro D'argent
10. Au Quartier
11. Ca Vient De La Rue
12. Je Danse Le Mia
13. Offishall
14. L'Empire Du Cote Obscur
15. Sur Les Remparts
16. Outro

[réf. souhaitée]